# Castelo de Czchów
Castelo de Czchów - ruínas românicas do castelo localizadas em Czchów, localizadas em uma colina conhecida como Fortaleza no Dunajec ( Baszta nad Dunajcem ), no condado de Brzesko, voivodia da Pequena Polônia na Polônia.

No século XVI, o castelo real construído em arenito estava localizado na voivodia de Cracóvia.